# Artace
Artace is een geslacht van vlinders van de familie spinners (Lasiocampidae), uit de onderfamilie Macromphaliinae.

## Soorten
- A. aemula Draudt, 1927
- A. albicans Walker, 1855
- A. anula Schaus, 1892
- A. argentina Schaus, 1924
- A. athoria Schaus, 1936
- A. cinerosipalpis Bryk, 1953
- A. colaria Franclemont, 1973
- A. connecta Draudt, 1927
- A. coprea Draudt, 1927
- A. cribraria (Ljungh, 1825)
- A. etta Schaus, 1936
- A. helier Schaus, 1924
- A. lilloi Giacomelli, 1911
- A. litterata Dognin, 1923
- A. melanda Schaus, 1936
- A. menuve Schaus, 1924
- A. meridionalis Schaus, 1892
- A. muzophila Dognin, 1916
- A. nigripalpis Dognin, 1923
- A. obumbrata Köhler, 1951
- A. pelia Schaus, 1936
- A. punctivena Walker, 1855
- A. randa Schaus, 1936
- A. regalis Jones, 1921
- A. rosea Draudt, 1927
- A. schreiteria Schaus, 1936
- A. sisoes Schaus, 1924
- A. thelma Schaus, 1936